# کونتزا دلا کامپانیا
کونتزا دلا کامپانیا (به ایتالیایی: Conza della Campania) یک کومونه در ایتالیا است که در استان آولینو واقع شده‌است.

## خصوصیات
کونتزا دلا کامپانیا ۵۲٫۱۴ کیلومترمربع مساحت و ۱٬۴۴۵ نفر جمعیت دارد و ۵۹۴ متر بالاتر از سطح دریا واقع شده‌است.